# Kirsten Jepsen
Kirsten Jepsen Kirk (26 de noviembre de 1975) es una deportista danesa que compitió en remo. Ganó dos medallas de plata en el Campeonato Mundial de Remo, en los años 2005 y 2006, ambas en la prueba de cuatro scull ligero.

## Palmarés internacional
| Campeonato Mundial | Campeonato Mundial | Campeonato Mundial | Campeonato Mundial  |
| Año                | Lugar              | Medalla            | Prueba              |
| ------------------ | ------------------ | ------------------ | ------------------- |
| 2005               | Kaizu (Japón)      | Medalla de plata   | Cuatro scull ligero |
| 2006               | Eton (Reino Unido) | Medalla de plata   | Cuatro scull ligero |